# Elisabeth Tonnard
Elisabeth Tonnard (* 1973 in Leerdam) ist eine niederländische Künstlerin,  und Dichterin und Autorin von Künstlerbüchern.

## Biografie
Tonnard wurde in Leerdam geboren. Sie hat einen Master-Abschluss in Literatur von der Radboud-Universität Nijmegen, an der sie auch lehrte, und einen Master of Fine Arts in Visual Studies vom Visual Studies Workshop in Rochester, New York.
Tonnard veröffentlichte mehr als 40 Künstlerbücher, die in Ausstellungen gezeigt wurden und sich in zahlreichen privaten und öffentlichen Sammlungen befinden. Oft sind ihre Arbeiten Reaktionen auf bestehende Bücher, Texte und Bilder, die sie zu neuer Poesie umarbeitet und dazu fotografische visuelle Erzählungen schafft. Das 2012 veröffentlichte unsichtbare Buch The Invisible Book befindet sich unter anderem in der Sammlung der Kunstbibliothek Berlin.
Im Winter 2014/2015 stellte das Van-Abbe-Museum in Eindhoven die Künstlerbücher 2003–2014 von Elisabeth Tonnard aus.

## Einzelausstellungen (Auswahl)
- 2014: Van-Abbe-Museum, Eindhoven
- 2016: Galerie Block C, Groningen